# Ayran
L'ayran è una bevanda a base di yogurt, acqua e sale originaria delle genti turco-altaiche. 
Attualmente la Turchia è il primo produttore al mondo di questa bevanda. Si ritiene comunemente che la pratica di aggiungere sale allo yogurt abbia avuto origine in tempi antichi e aveva la funzione di prolungare il tempo di conservazione. Attualmente la bevanda è molto popolare in Vicino Oriente, Medio Oriente, Asia Centrale e in Europa sud-orientale.

## Varianti
Il nome ayran è proprio della lingua turca; in altre culture viene chiamato:
- ayran - azero
- leben 'ayrân (لبن عيران) - arabo
- t'an (Թան) - armeno
- dhallë - albanese[3]
- ayryan (Aйрян) - bulgaro
- ariani (αριάνι) - greco[4]
- dûğ/doogh/dough (دوغ) - persiano
- do/abdúgh - curdo
- çalap (чалап) - kirghiso
- şalap (шалап) - kazako
- lassi (Punjabi: ਲੱਸੀ, Hindi: लस्स) - indiano

## Descrizione

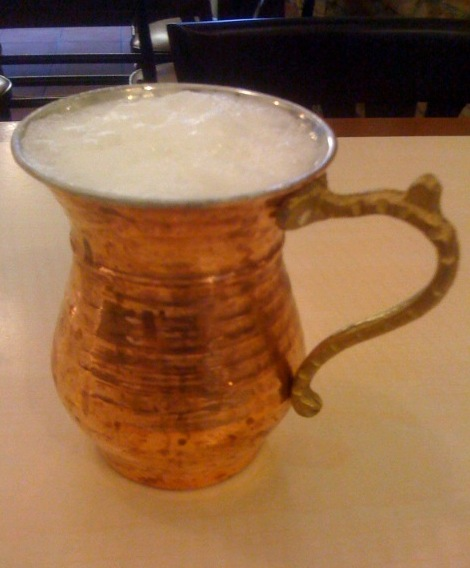
Ayran servito in una coppa tradizionale.

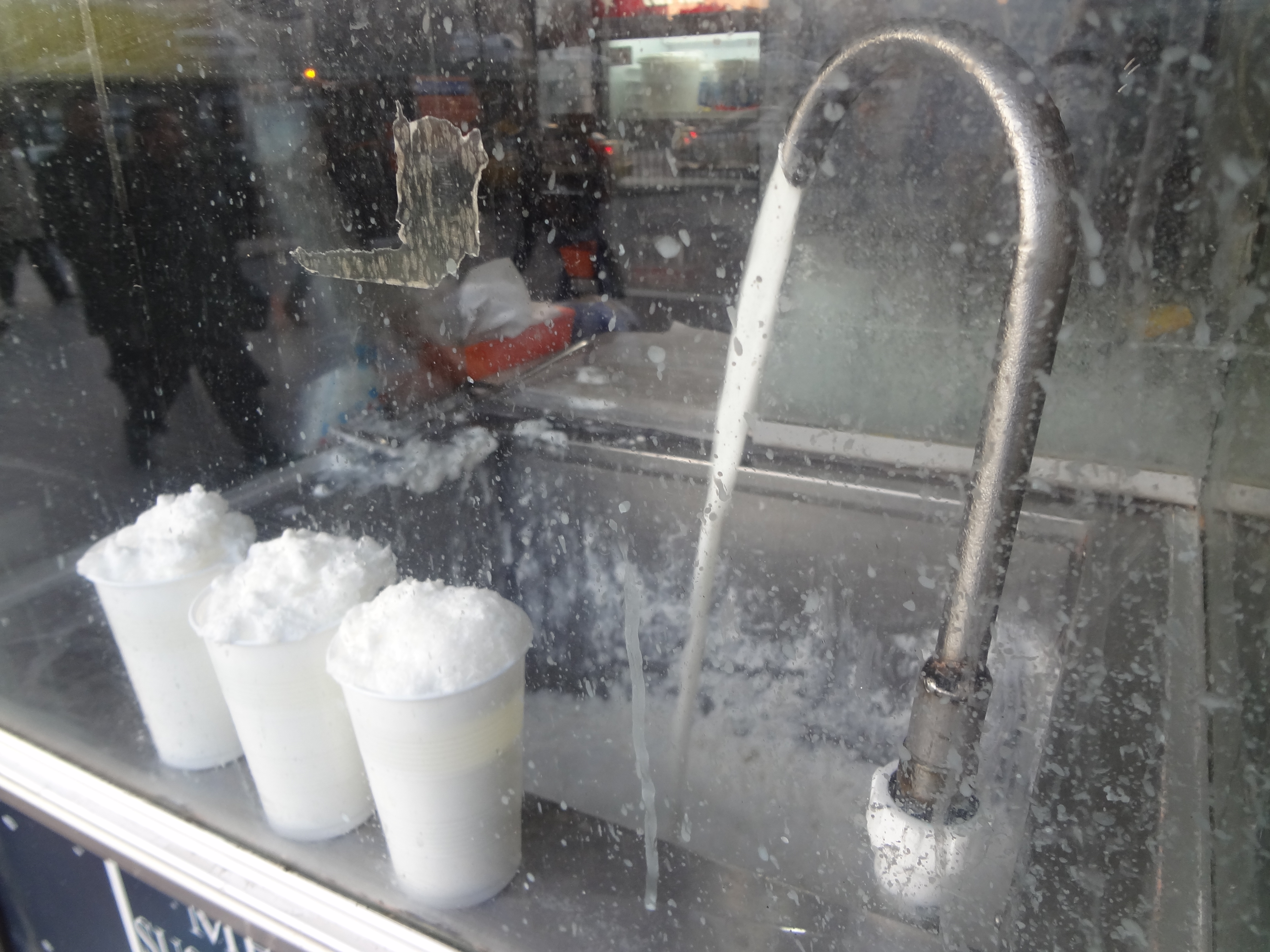
Susurluk Ayranı Servito ad una bottega Turca a Istanbul

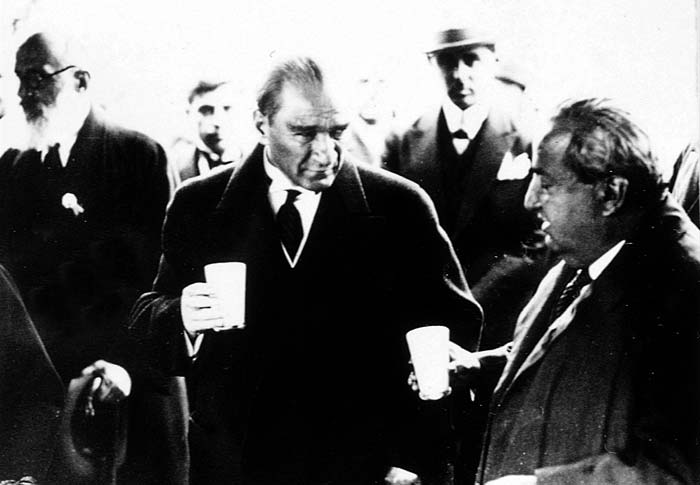
Mustafa Kemal Atatürk e Yunus Nadi Abalıoğlu bevono ayran, Maggio 1931

I tipi di ayran più comuni in Turchia sono a base di latte ovino o vaccino, ma è diffuso anche il tipo preparato con il latte caprino. Più raro è l'uso di altri tipi di latte, come quello di dromedario. A seconda del latte usato e della lavorazione, l'ayran ha una consistenza più densa e solida o più liquida e leggera, e può avere bolle e schiuma.
L'ayran può avere un sapore più o meno forte, dal dolciastro fino all'affumicato; ad esempio in Siria è molto più amaro di quanto non lo sia in Turchia, mentre in Bulgaria è molto poco, o per nulla, salato.
Spesso per preparare l'ayran si usa l'acqua gassata in modo da creare un gusto "frizzante", come per esempio si fa in Armenia, Iran e Afghanistan.
In India, dove l'ayran viene chiamato lassi, vi sono numerose preparazioni con ricercate spezie autoctone e ricette molto varie: possono essere dolci, con frutta, estratto di cannabis e altri prodotti, anche se la "base" è esattamente quella dell'ayran in stile turco.
Di solito l'ayran viene servito molto freddo per accompagnare grigliate di carne o piatti di riso. È considerato la bevanda ideale per contrastare la sensazione di bruciore data dai cibi molto piccanti.
L'ayran è scientificamente molto studiato, è un prebiotico e probiotico, integratore salino ottimale per contrastare la disidratazione e le abbondanti sudorazioni; è molto diffuso nei Paesi turcofoni al punto da essere considerato in alcuni luoghi, per esempio in Turchia, una categoria di bevande a sé stante con numerose varianti e preparazioni. Infatti l'ayran viene servito, nella forma base e derivata, sia in locali appositi sia in ristoranti e fast food, come nel caso delle catene internazionali McDonald's e Burger King, che lo propongono nei menù della Turchia, Bulgaria ed altri Paesi. In alcune aree rurali della Turchia l'ayran rappresenta l'unica bevanda diversa dall'acqua potabile.